# جسر إنهول
جسر إنهول (بالإنجليزية: Inhul Bridge)، المعروف أيضًا باسم جسر إنهولسكي (بالإنجليزية: Inhulskyi Bridge) هو جسر متحرك فوق نهر إنهول في مدينة ميكولايف، أوكرانيا.

## المواصفات الفنية

### الخصائص العامة:
يبلغ الطول الإجمالي لجسر إنهول 422 متراً، وعرضه 18.5 متراً. يضم أربعة مسارات مرورية ورصيفين للمشاة، يبلغ عرض كل منهما 2.25 متر.
حتى 1996، كان جسر إنهول يتمتع بأكبر طول البحر في أوروبا. يتفوق عليه الآن جسر في روتردام بأقل من 6 أمتار.

## تاريخ البناء
بين عامي 1792 و1795، تم بناء أول جسر عبر نهر إنهول كجسر عائم يقع على عوامات عائمة.
بين عامي 1974 و1980، تم بناء الجسر الحالي. يقع جسر إنهول على طول الطريق الذي تستخدمه السفن المتجهة إلى أرصفة مصنع بناء السفن. تم تصميم الجسر كجسر متحرك خصيصًا للسماح بمرور السفن للإصلاح أو البناء.
في 6 يناير 1981، تم الافتتاح الرسمي للجسر بحضور سلطات المدينة والصحافة والسكان المحليين. يبلغ طول جسر إنهول 422 مترًا وعرضه حوالي 19 مترًا. يربط الجسر منطقة سولياني السكنية مع ضواحي ميكولايف.

## معرض

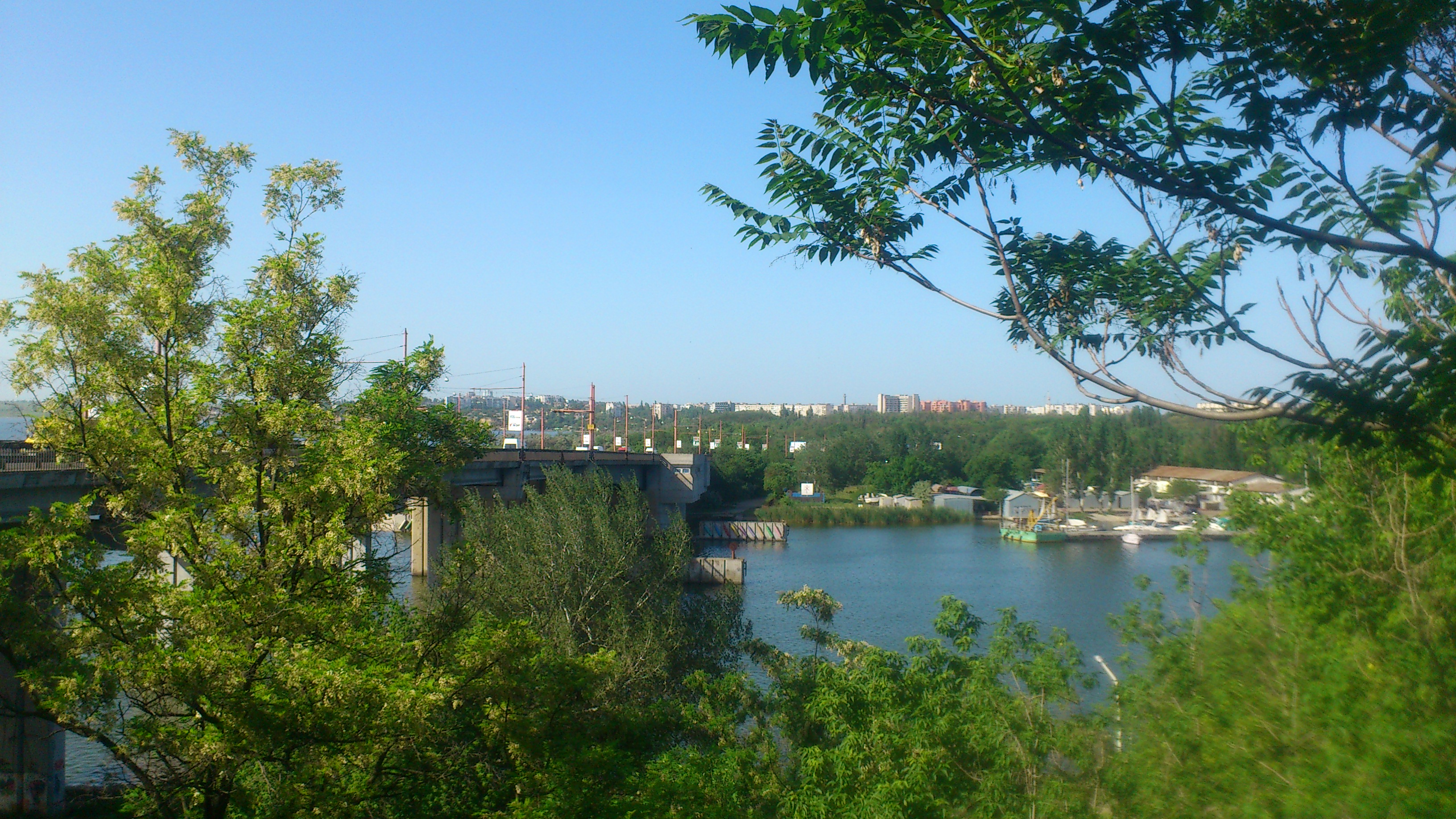
جسر إنهول من شارع فلوتسكي
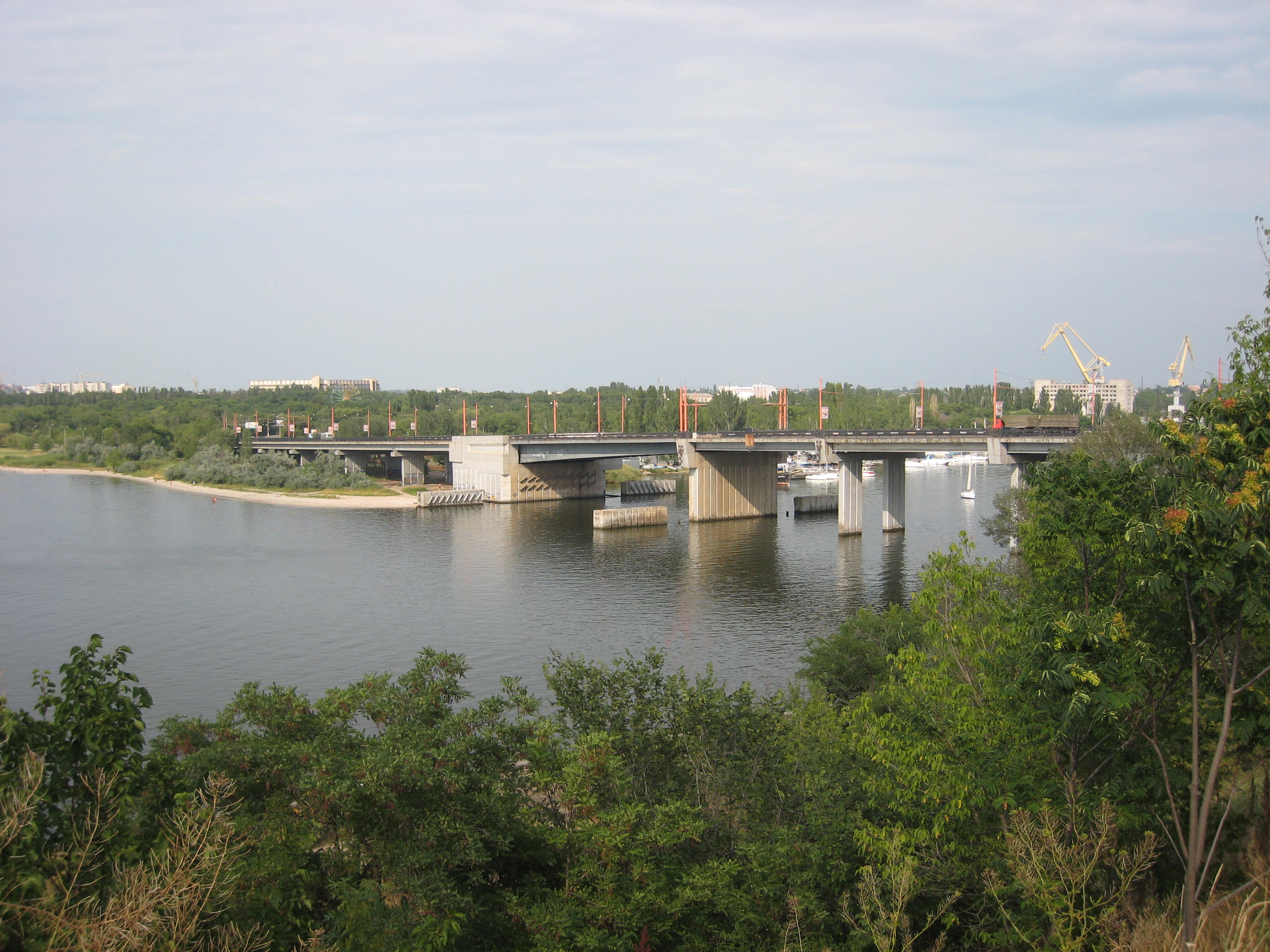
جسر إنهول، يوليو 2008
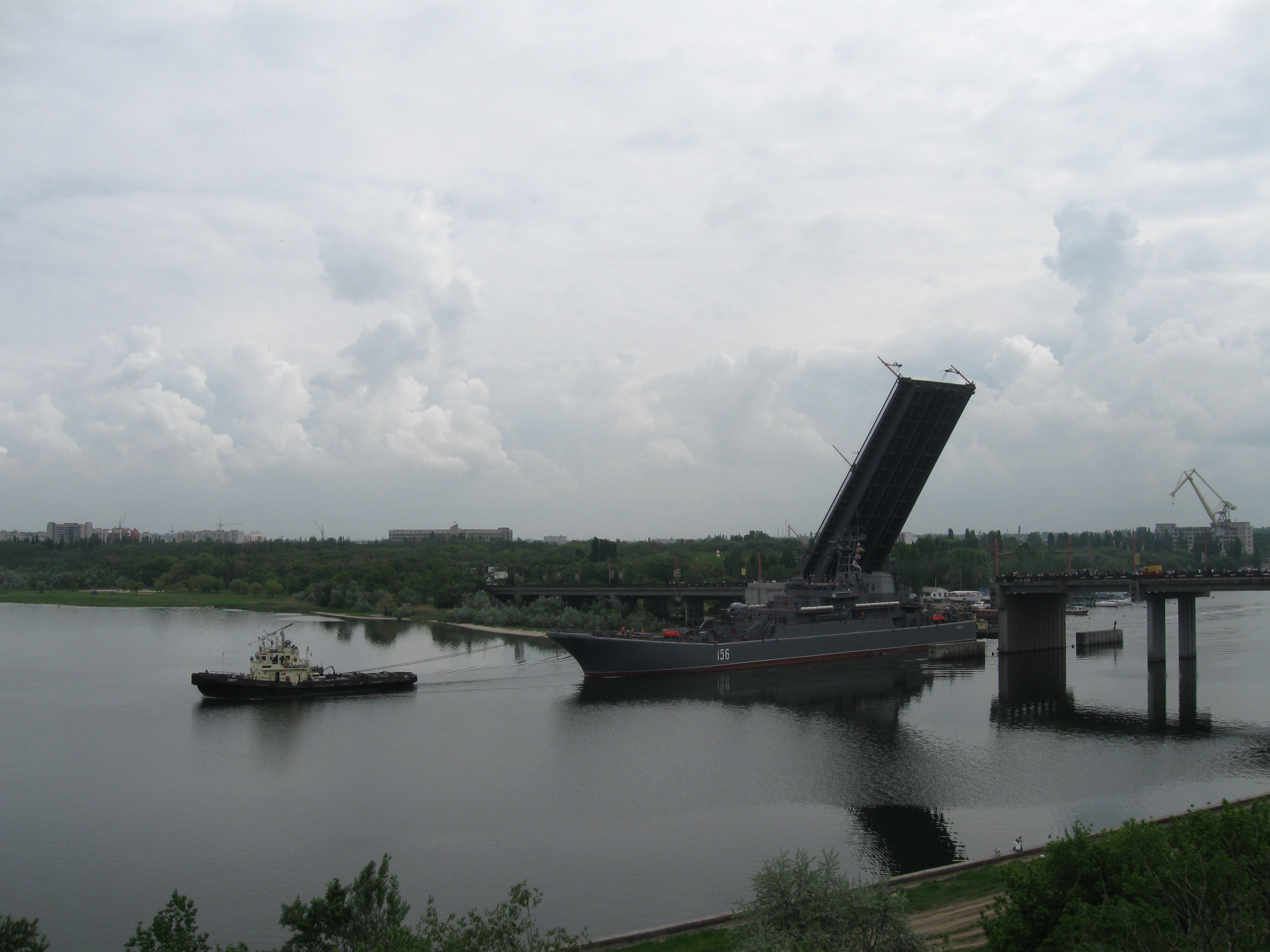
تمر سفينة يامال تحت جسر إنهول